# کلوشترلاشفلد
کلوشترلاشفلد (به آلمانی: Klosterlechfeld) یک شهر در آلمان است که در آوگسبورگ واقع شده‌است.